# Berufswahlreife
Berufswahlreife ist ein Konzept der Laufbahnentwicklungstheorie. Diese charakterisiert den Entwicklungsstand eines Menschen im Hinblick auf seine Fähigkeit und Bereitschaft zur Inangriffnahme und effektiven Bewältigung phasentypischer Entwicklungsaufgaben. Die Berufswahlreife zeigt an, inwieweit ein Berufswähler seinem Alter entsprechend gestellte
Aufgaben im Vergleich zu anderen Individuen löst. Sie spielt vor allem vor und während der Statuspassage von der Schule bzw. Hochschule ins Berufsleben eine zentrale Rolle.

## Verwandte Begriffe
In neueren Veröffentlichungen wird der Begriff „Berufswahlreife“ zunehmend durch den Begriff Berufswahlkompetenz ersetzt, um zu verdeutlichen, dass sich nicht bei jedem Menschen mit zunehmendem Alter (durch „Reifung“) quasi automatisch die gewünschte Reife in vollem Umfang einstelle. Außerdem wird am Konzept der „Berufswahlreife“ in der Tradition Supers kritisiert, dass es psychologische Aspekte überbetone und soziologische Fragestellungen stark vernachlässige.
Für das deutsche Bundesinstitut für Berufsbildung ist die Berufswahlreife eines jungen Menschen ein Merkmal von mehreren für das Vorliegen einer Ausbildungsreife. Das Institut operationalisiert den Begriff Berufswahlreife als „Selbsteinschätzungs- und Informationskompetenz“. Berufswahlbereitschaft und -fähigkeit gilt als Metakompetenz aus Identität, Adaptabilität und Resilienz.

## Merkmale der Berufswahlreife bzw. -kompetenz
Nach Donald E. Super, dem Nestor der Theorie der Laufbahnentwicklung, wird von berufswahlreifen Menschen erwartet, dass sie planvoll und explorierend an die Entwicklungsaufgabe der Berufswahl herangehen, eine allgemeine Entscheidungskompetenz, verbunden mit Wissen über die Arbeitswelt und spezifische Berufe erwerben sowie in affektiver und kognitiver Hinsicht Realitätssinn zeigen.
Supers richtiger Ansatz, wonach Berufswahlreife typischerweise in einem bestimmten Lebensalter erreicht werde, könnte dahingehend verstanden werden, dass die Kategorie (als erledigte Entwicklungsaufgabe) in höheren Lebensjahren keine entscheidende Rolle mehr spiele. Dieses Missverständnis wird in neueren Publikationen explizit korrigiert; ihm wird durch die konsequente Verwendung des Begriffs „Berufswahlkompetenz“ vorgebeugt. Da sich Berufsbilder veränderten und da der lebenslang ausgeübte eine Beruf immer seltener werde, sei es erforderlich,
- dass Berufstätige ihr Wissen und ihre Einstellungen ständig darauf überprüften, ob sie noch der Realität entsprechen,
- dass sie zu lebenslangem Lernen bereit seien und
- dass sie gegebenenfalls die am Beginn des Berufslebens oder auch später getroffene Berufswahlentscheidung revidieren.[8]

### Selbstwissen
Für eine voll entwickelte Berufswahlreife ist es zwingend erforderlich, dass Schüler sich selbst kennen, d. h., dass ihnen ihre (im Beruf verwertbaren) Neigungen bewusst sind und dass sie in der Lage sind, für sie attraktive Berufsangebote im Hinblick darauf zu überprüfen, ob sie für die Anforderungen des betreffenden Berufs geeignet sind.
Das Thüringer Institut für Lehrerfortbildung, Lehrplanentwicklung und Medien beschreibt den Erwerb von „Selbstwissen“ folgendermaßen: „Die Wahl des richtigen Berufs setzt die Kenntnisse der eigenen Stärken und Schwächen sowie der eigenen Wünsche und Ziele voraus. Durch unmittelbare Rückmeldung von anderen, durch gezielte Erprobung der eigenen Fähigkeiten, durch den Vergleich mit anderen Personen und durch gesellschaftliche Erwartungen entwickeln wir ein Bild von uns selbst. Dieses Bild kann präziser oder diffuser, einfacher oder strukturierter, begründeter oder spekulativer, vollständiger oder einseitiger, eher richtig oder eher falsch sein. Berufswahlkompetente Menschen kennen die eigenen Stärken und Schwächen sowie die eigenen Bedürfnisse und Ziele, soweit sie für den Arbeits- und Leistungskontext relevant sind. Sie können diese artikulieren und sind in der Lage, selbstrelevante Informationen zu beschaffen und zu verarbeiten.“

### Konzeptwissen
Als „Konzeptwissen“ bezeichnet das Thüringer Institut Wissen über Arbeitsfelder, über spezifische Merkmale in Frage kommender Berufe, aber auch über das Konzept Beruf im Allgemeinen, über Kategorien wie Männerberufe vs. Frauenberufe sowie über das Prestige des betreffenden Berufs.

### Bedingungswissen
Über „Bedingungswissen“ verfügt ein Mensch, wenn ihm bekannt ist, was er, beginnend in der Gegenwart, unternehmen muss, um eine Ausbildung im Wunschberuf beginnen und erfolgreich abschließen zu können und um in dem betreffenden Beruf Karriere machen zu können.

### Planungs- und Entscheidungskompetenz
Voll berufsreif bzw. -kompetent ist jemand, wenn er in der Lage ist, aus möglichen Optionen eine Option herauszufiltern, für die er sich letztlich entscheidet, und wenn er in der Lage ist, alle zuvor genannten Aspekte so miteinander zu verknüpfen, dass sich aus ihnen eine stimmige Berufswahlplanung ergibt.

## Rolle der Erziehungsberechtigten im Reifungsprozess
Art. 26 Abs. 2 Satz 2 der Allgemeinen Erklärung der Menschenrechte der Vereinten Nationen, beschlossen am 10. Dezember 1948, bestimmt: „Die Eltern haben ein vorrangiges Recht, die Art der Bildung zu wählen, die ihren Kindern zuteil werden soll.“ Dieses Recht ist Teil des elterlichen Sorgerechts (§ 1626 BGB) und erlischt erst mit dem Tag, an dem der Sohn oder die Tochter volljährig wird. In Deutschland ist dies gemäß § 2 BGB der 18. Geburtstag des Sohnes bzw. der Tochter.
Im Prinzip haben also Erziehungsberechtigte das letzte Wort in Sachen Berufswahl des ihnen anvertrauten Minderjährigen. Das bedeutet aber nicht, dass Minderjährige mit Berufswünschen, die den Vorstellungen ihrer Eltern widersprechen, diesen „gehorchen“ müssten und im Fall des „Widerstandes“ gegen den Elternwillen automatisch als „(berufswahl)unreif“ qualifiziert werden dürften. In Deutschland regelt das BGB Situationen, in denen Eltern untereinander oder im Verhältnis zu ihrem Kind sich nicht auf dessen schulischen bzw. beruflichen Werdegang einigen können. Art. 12 Abs. 1 Satz 1 GG lautet nicht: „Alle volljährigen Deutschen haben das Recht, Beruf, Arbeitsplatz und Ausbildungsstätte frei zu wählen.“ Die Freiheit der Berufswahl ist vielmehr ein Bürgerrecht, das auch für Minderjährige gilt und das der deutsche Staat als Garant der Grundrechte seiner Bürger schützen muss. Folgerichtig bestimmt § 1631a BGB: „In Angelegenheiten der Ausbildung und des Berufs nehmen die Eltern insbesondere auf Eignung und Neigung des Kindes Rücksicht. Bestehen Zweifel, so soll der Rat eines Lehrers oder einer anderen geeigneten Person eingeholt werden.“ Eltern dürfen bei Befolgung des § 1626 Abs. 2 BGB von ihren Plänen abweichende Berufspläne ihrer jugendlichen Kinder nicht ignorieren. Auch wenn keine Kindeswohlgefährdung im Sinne des § 1666 Abs. 2 und Abs. 3 BGB vorliegt, kann selbst dann, wenn beide Eltern sich einig sind, ein Gericht die Entscheidung der Eltern ersetzen, wenn die Bildungsentscheidung der Eltern nicht mehr den Interessen des Kindes dienen kann. Willkür oder böser Wille sind dafür nicht erforderlich.
Diese Regelungen erleichtern juristisch die Entwicklungsaufgabe der Loslösung des Jugendlichen von seinen Eltern, die mit dem Erwerb von Berufswahlkompetenz eng verbunden ist.
Zur Anwendung kommen die oben angeführten Regelungen vor allem in Fällen wie dem folgenden: Der Inhaber einer Konditorei, dessen Urgroßvater bereits als Konditor die Firma gegründet hat, besteht darauf, dass sein Sohn ebenfalls Konditor wird, weil er den Abbruch der Familientradition nicht ertragen könnte. Dass sein Sohn andere Pläne hat, interessiert ihn nicht. Eine Entscheidung über die Bildung und Ausbildung eines Minderjährigen durch Richter ist allerdings in der Praxis die Ausnahme.  Lothar Beinke stellt fest, dass Eltern in Sachen Berufswahlentscheidung ihrer Kinder in der Regel eher eine „Unterstützer-“ bzw. „Abnickerfunktion“ wahrnehmen.

## Verfehlung der Entwicklungsaufgabe Berufswahlreife
Das vom deutschen Bundesministerium für Bildung und Forschung geförderte Projekt „Berufsorientierungsprogramm (BOP)“ (siehe Weblinks) wurde vom Bundesinstitut für Berufsbildung vor dem Hintergrund durchgeführt, dass in den 2010er Jahren „Schulabgängerinnen und Schulabgängern klare Berufsvorstellungen fehlten, das Berufswahlspektrum eingeschränkt war und zu viele Ausbildungen abgebrochen wurden.“ Dabei zeigte sich, dass Schüler, die im Übergangssystem untergekommen waren und Zielgruppe einer Benachteiligtenförderung geworden waren, nicht nur von einem Mangel an Berufswahlkompetenz betroffen waren, sondern auch mit allgemeinen Motivationsproblemen (in Form einer nachhaltigen Unlust am formalisierten Lernen) und der Vorstellung belastet waren, ein sie befriedigendes Leben auch als „Ungelernter“ führen zu können.
Eine Berufswahl sollte durch Außenstehende rational nachvollziehbar sein. Als „rational“ gilt eine Berufswahl dann, wenn die Kategorien Neigung und Eignung in ihr optimal verwirklicht sind. Zu klären ist,
- warum Schüler und Schulabgänger diesen für sie „optimalen“ Beruf nicht finden,
- was sie daran hindert, eine Ausbildung in dem Beruf zu beginnen, nachdem sie ihn gefunden haben, und
- warum sie ggf. eine Ausbildung in dem gewählten Beruf abbrechen.

### Ursachen

#### Anforderungen von Wirtschaft und Gesellschaft
Zur Aufnahme in die Arbeitswelt gehören zwei Seiten: die des Schulabgängers und die der aufnehmenden Wirtschaft. Wenn jemand keinen Ausbildungsplatz erhält, dann ist die Hauptursache hierfür, dass er den Anforderungen potenzieller Arbeitgeber anscheinend nicht gerecht wird. Bewerbern, die keinen Erfolg bei Arbeitgebern haben, die Ausbildungsstellen in dem Wunschberuf anbieten, und ihre Pläne nicht ändern, könnte man mangelnde Anpassungsfähigkeit (Adaptabilität) vorwerfen. In Zeiten, in denen es ein grobes Missverhältnis zwischen der Nachfrage nach Ausbildungs- bzw. Arbeitsplätzen und dem Angebot gibt (wie heute noch in vielen Staaten des Mittelmeerraums mit einer hohen Jugendarbeitslosigkeit), greift dieser Vorwurf allerdings zu kurz. Für Menschen mit einem zu „unattraktiven Humankapital“ gibt es im Zeitalter der Digitalen Revolution immer weniger „einfache Arbeit“. Ob bei anspruchsvolleren Tätigkeiten auf Dauer in Deutschland ein Fachkräftemangel herrschen wird, ist trotz der demografisch bedingten relativ geringen Zahl an Einsteigern ins Berufsleben angesichts der fortschreitenden Digitalisierung fraglich.
Auch nimmt trotz aller Bemühungen um die Umsetzung des Art. 27 der UN-Behindertenrechtskonvention in Deutschland die Zahl derjenigen zu, die wegen einer Behinderung darauf angewiesen sind, in einer Werkstatt für behinderte Menschen eine Berufsausbildung zu erhalten und zu arbeiten, die meisten davon lebenslang. Etwa vorhandene Berufswünsche des betroffenen Personenkreises erweisen sich in aller Regel als illusorisch. Ein Recht auf berufliche Förderung haben in Deutschland als „voll erwerbsunfähig“ Eingestufte, aber auch zumindest teilweise erwerbsfähige Menschen mit Behinderung (einschließlich solcher mit einer sogenannten „Lernbehinderung“) nur auf der Grundlage des § 19 Abs. 1 SGB III.

#### Unterschiedlicher Entscheidungsdruck
Da Gymnasiasten im Allgemeinen (außer denen, die vor dem Abitur die Schule verlassen) länger eine allgemeinbildende Schule besuchen als Gleichaltrige mit anderen Bildungsgängen, ist die Berufswahlreife am Ende der Sekundarstufe I bei ihnen geringer ausgeprägt als bei denen, die nicht ihre Berufsschulpflicht in Form eines Vollzeitunterrichts in der Sekundarstufe II erfüllen.
Die Fülle der Möglichkeiten, ohne Studium einen Ausbildungsberuf zu erlernen, wirkt sich auch auf die Entscheidungsbereitschaft junger Leute ohne Abitur negativ aus. Aber den Abiturienten stehen im Prinzip mit dem Erwerb der Allgemeinen Hochschulreife alle Berufe offen, auch diejenigen, für die man ein abgeschlossenes Studium benötigt. Das Ergebnis ist bei vielen von ihnen Prokrastination, d. h. die Aufschiebung der Antwort auf die Frage, welcher beruflichen Tätigkeit der Betreffende nachgehen will. Diese tritt insbesondere bei solchen Studiengängen auf, die ihrerseits eine Auswahl unter verschiedenen Berufen erst nach erfolgreichem Studienabschluss ermöglichen (z. B. unter Studenten der Rechtswissenschaft). Die Karriereberaterin Ute Glaubitz behauptet mit Bezug auf Studienberechtigte: „Die meisten Leute wollen sich am liebsten gar nicht festlegen, mit 20 nicht und mit 30 auch nicht.“ Verräterisch sei in diesem Zusammenhang die häufige Verwendung der Floskel „erst mal“ bei Aussagen über den weiteren Lebensweg.

### Gegenmaßnahmen
Schulabgänger, die es in Deutschland nicht schaffen, einen Platz im System der dualen Ausbildung oder in einer Berufsfachschule zu finden, werden, sofern sie nicht bereits ihre Berufsschulpflicht erfüllt haben, einem Lehrgang im Übergangssystem zugeführt. Das Übergangssystem umfasst eine Vielzahl von Maßnahmen der Berufsorientierung und Berufsvorbereitung,
die von staatlichen und privaten Institutionen für Jugendliche angeboten werden, die nach Meinung der Arbeitsverwaltung nicht „ausbildungsreif“ sind. Ihnen müssen in erster Linie angemessene Arbeitshaltungen und Arbeitstugenden vermittelt werden, die nach Meinung der Experten einem Entwicklungsprozess unterliegen, also im Regelfall auch noch von „Spätentwicklern“ erworben werden können.
Wer immer es nicht schafft, ohne Hilfe ins Berufsleben zu starten, gilt als „Benachteiligter“, dem eine Benachteiligtenförderung zustehe. Ruth Enggruber gehört zur Gruppe derjenigen, die von „Inklusion“ nicht nur im Zusammenhang mit „Behinderung“ sprechen möchten, sondern möchten, dass alle tatsächlich Benachteiligten von Inklusionsmaßnahmen profitieren sollen. Ursula Bylinski vom Bundesinstitut für Berufsbildung zitiert das Programm der Deutschen UNESCO-Kommission aus dem Jahr 2009: „Allen Jugendlichen und  Erwachsenen sollen Lerngelegenheiten gegeben werden, unabhängig von Geschlecht, sozialen und ökonomischen Voraussetzungen. Inklusive Bildung geht davon aus, dass eine ‚Pädagogik für besondere Bedürfnisse‘ nicht in Isolation weiterentwickelt werden kann, sondern Teil einer allgemeinen pädagogischen und bildungspolitischen Strategie sein muss.“